# رودولف قوندیان
رودولف روبنی قوندیان (ارمنی: Ռուդոլֆ Ռուբենի Ղևոնդյան؛ انگلیسی: Rudolf Ghevondyan؛ زاده ۶ مارس ۱۹۵۲ – درگذشته ۱۷ ژوئیه ۲۰۱۹) یک بازیگر اهل ارمنستان بود که بین سال‌های ۱۹۷۰ تا ۲۰۱۰ میلادی فعالیت می‌کرد.

## زندگی‌نامه
وی در ۶ مارس ۱۹۵۲ در کیسلوفودسک، سرزمین استاوروپول به دنیا آمد و از انستیتو دولتی هنری و نمایشی ایروان فارغ‌التحصیل شد. وی در فرهنگستان دولتی تئاتر سوندوکیان فعالیت می‌کرد. وی همچنین برندهٔ جوایزی همچون هنرمند شایسته جمهوری ارمنستان (۲۰۱۷) شده است. وی پس از یک دوره طولانی بیماری در ۱۷ ژوئیهٔ ۲۰۱۹ در سن ۶۷ سالگی در بیمارستانی در بلژیک درگذشت و در همان‌جا به خاک سپرده شد.

## گزیده فیلمشناسی
از فیلم‌ها یا برنامه‌های تلویزیونی که وی در آن نقش داشته است می‌توان به ناهاپت (۱۹۷۷)، رفیق پانجونی (۱۹۹۳)، خون، دانه انار اشاره کرد.